# Gravina di Catania
Gravina di Catania est une ville italienne de la province de Catane en Sicile.

## Administration
| Période                                  | Période | Identité | Étiquette | Qualité |
| ---------------------------------------- | ------- | -------- | --------- | ------- |
|                                          |         |          |           |         |
| Les données manquantes sont à compléter. |         |          |           |         |

### Communes limitrophes
Catane, Mascalucia, Sant'Agata li Battiati, Tremestieri Etneo